# У блондинок пушки круче
«У блондинок пушки круче» (англ. Blondes Have More Guns) — кинофильм.

## Сюжет
Гарри Бэйтс — детектив полиции и неудачник, который вместе с напарником и верной собакой расследует дело об убийстве. В деле замешаны сестры Дакота и Монтана. По ходу дела Гарри влюбляется в подозреваемых.

## В ролях
- Майкл МакГэхем — Герри Бейтс
- Элизабет Кей — Монтана Бевер-Шотц
- Ричард Неил — Дик Смокер
- Глория Люсак — Дакота Бевер
- Андре Брэзеу — капитан Хук
- Брайан Йорк — Доктор
- Берни Баттнер — доктор Хесселблад/Генри
- Рамона Лиза — Патрисия Мартин
- Дерек-Джеймс Йи — Том Ву